# Dascht-e Azadegan
Dascht-e Azadegan (persisch دشت آزادگان) ist ein Landkreis in der Provinz Chuzestan im Südwesten Irans. Im Jahr 2006 hatte Dascht-e Azadegan hochgerechnet 96.115 Einwohner.